# Cladonia glabra
Cladonia glabra är en lavart som beskrevs av Ahti. Cladonia glabra ingår i släktet Cladonia och familjen Cladoniaceae.   Inga underarter finns listade i Catalogue of Life.